# Johan Bär
Johan Bär, född 29 juni 1620 i Narva, död 24 maj 1688 i Kvillinge församling, Östergötlands län. Amiral. Son till Johan Bär den äldre, som inträtt i svensk tjänst och som tillhörde en gammal adlig ätt från Kurland nämnd 1122. Ätten förde en vapensköld med en björn i blått fält med ett lod i den upplyftade högra framfoten.  

## Biografi
Johan Bär föddes 1620 i Narva. Han var son Johan Bär.
Bär började sin militära bana som adelsbuss och avancerade till löjtnant vid amiralitetet 1645, var chef för Södermanlands kompani 1648-1649 samt adlades 1649. Han blev introducerad 1650 under nummer 465, och bibehöll sina förfäders vapen och namn. Som kapten (1653) förde han skeppet Hjorten i Carl Gustaf Wrangels flotta 1658 i kriget mot Danmark. Major 1659 och utnämnd till amirallöjtnant 1664 förordnades Bär att verkställa generalmönstring på Åland och i Finland samma år. Bär tog plats i amiralitet som amiralitetsråd 1674, blev vice amiral i 2 eskadern av Gustaf Otto Stenbocks flotta 1675 samt slutligen amiral 1676 och chef för 3 eskadern i Lorentz Creutz flotta i maj samma år.
Under de sjöstrider som ägde rum 1676 mot den förenade danska och holländska flottan gjorde sig Bär skyldig till felaktiga manövrer i slaget mellan Bornholm och Rügen 25-26 maj. Trots detta deltog han även som chef för tredje eskadern på skeppet Nyckeln i slaget vid Ölands södra udde 1 juni. Den förstnämnda händelsen gjorde emellertid att han entledigades av konungen den 13 juni. Han blev emellertid frikänd av kommissorialrätten 1677, men blev aldrig insatt i tjänsten igen, utan levde återstoden av ditt liv på gården Malmö i Kvillinge socken.
Hans adliga ätt utslocknade med sonen, slutligen överstelöjtnanten och kommendanten på Älvsborgs fästning, Johan Bär (1673-1742).

### Egendom
Bär ägde gården Malmö gård i Kvillinge socken.

### Familj
Gift med Anna Christina Slatte (1646–1701), dotter av hovjunkaren Claes Slatte och Maria Stiernfelt. De fick tillsammans barnen kaptenen Claes Bär (1668–1702), Margareta Bär (1669–1743) som var gift med överstelöjtnanten Mattias Gustaf Staël von Holstein, Anna Bär (1671–1729) som var gift med överstelöjtnanten Carl Mauritz von Gertten, kommendanten Johan Bär (1673–1742), död Catharina Bär (1677–1725) och Magdalena Bär (1680–1694).